# Los pechos de Tiresias
Los pechos de Tiresias  (título original en francés, Les Mamelles de Tirésias, FP 125) es una opéra bouffe en dos actos surrealista con música de Francis Poulenc, basada en la obra homónima de Guillaume Apollinaire, que fue escrita en 1903 pero representada por vez primera en 1917, en plena Primera Guerra Mundial, revisada y con el añadido de un sombrío prólogo. La ópera, compuesta entre 1939 y 1944, se estrenó en la Opéra-Comique en París el 3 de junio de 1947.

## Historia
Poulenc pensó por vez primera en crear una ópera con la obra de Apollinaire en los años treinta. En 1935 escribió un libreto basado en la obra, con el beneplácito de la viuda del poeta, y empezó a esbozar la música en 1939; compuso la mayor parte en una explosión de creatividad entre mayo y octubre de 1944. Alteró el lugar desde la auténtica isla africana de Zanzíbar a una ciudad imaginaria llamada Zanzíbar cerca de Montecarlo (el hogar de infancia de Apollinaire) en la Riviera francesa. Esta latitud, dijo, era "suficientemente tropical para un parisino como yo."
La ópera se cierra con una orden severa, "Ô Français, faites des enfants!" ("¡Oh, franceses, haced niños!"), y el éxito de esta propaganda quizá se ve en que las dos primeras sopranos que interpretaron el papel de Tiresias tuvieron que dejarlo antes del estreno debido al embarazo.
Los pechos de Tiresias se representa poco; en las estadísticas de Operabase aparece la n.º 208 de las óperas representadas en 2005-2010, siendo la 25.ª en Francia y la tercera de Poulenc, con 13 representaciones en el período.

## Personajes
| Personaje                 | Tesitura                                    | Reparto del estreno, 3 de junio de 1947 (Director: Albert Wolff) |
| ------------------------- | ------------------------------------------- | ---------------------------------------------------------------- |
| Director de teatro        | barítono                                    | Robert Jeantet                                                   |
| Thérèse/Tirésias          | soprano                                     | Denise Duval                                                     |
| Su esposo                 | barítono, en ocasiones cantado por un tenor | Paul Payen                                                       |
| Monsieur Lacouf           | tenor                                       | Alban Derroja                                                    |
| Monsieur Presto           | barítono                                    | Marcel Enot                                                      |
| Un gendarme               | barítono                                    | Émile Rousseau                                                   |
| Un vendedor de periódicos | mezzosoprano                                | Jane Atty                                                        |
| Un reportero de París     | tenor                                       | Serge Rallier                                                    |
| El hijo                   | barítono                                    | Jacques Hivert                                                   |
| Una dama elegante         | mezzosoprano                                | Irène Gromova                                                    |
| Una mujer                 | mezzosoprano                                | Yvonne Girard-Ducy                                               |
| Un caballero barbudo      | bajo                                        | Gabriel Jullia                                                   |

## Argumento
En un breve prólogo, el director del teatro presenta la obra, prometiendo a la audiencia una pieza moral sobre la necesidad de tener hijos.

### Acto I
Thérèse está cansada de su vida como una mujer sumisa y se convierte en el Tirésias masculino cuando sus pechos se convierten en globos y se van flotando. A su esposo no le gusta esto, y menos aun cuando ella lo ata y lo viste como una mujer.
Mientras tanto, un par de jugadores borrachos llamados Presto y Lacouf se disparan el uno al otro cariñosamente y son velados por los ciudadanos reunidos. Thérèse marcha a conquistar el mundo como el General Tiresias, dejando a su esposo cautivo de las atenciones del gendarme local, quien se ve confundido por su vestimenta femenina.
Fuera de escena, el general Tiresias comienza una exitosa campaña contra los nacimientos y el pueblo lo saluda. Temiendo que Francia quedará estéril si las mujeres abandonan el sexo, el esposo jura encontrar una forma de tener niños sin las mujeres. Lacouf y Presto vuelven de la muerte y ambos expresan su interés y escepticismo.

### Acto II
Se alza el telón a los gritos de "¡Papá!" El proyecto del marido ha sido un éxito espectacular, y ha dado a luz a 40 049 niños en un solo día. Un periodista parisino de visita pregunta cómo puede permitirse alimentar a los niños, pero el esposo explica que los niños todos han tenido éxito en sus carreras artísticas y le han hecho un hombre rico con sus ingresos. Después de alejar al periodista, el esposo decide crear un periodista propio, pero no queda del todo a gusto con el resultado.
Llega entonces el gendarme para informar de que, debido al exceso de población, los ciudadanos de Zanzíbar están todos muriéndose de hambre. El esposo sugiere cartillas de racionamiento impresas por una adivina del tarot. Inmediatamente aparece una adivina semejante, que parece bastante conocida por debajo de su disfraz.
La adivina profetiza que el esposo fértil será multimillonario, pero que el estéril gendarme morirá en la más abyecta pobreza. Indignado, el gendarme intenta arrestarla, pero ella lo estrangula y revela que no es otra que Thérèse. La pareja se reconcilia y todo el reparto se reúne en las candilejas para instar al público:
| Ecoutez, ô Français, les leçons de la guerre Et faites des enfants, vous qui n'en faisiez guère Cher public: faites des enfants! | Escuchad, oh franceses, las lecciones de la guerra Y haced niños, ¡vosotros que rara vez los hicisteis! Querido público: ¡haced niños! |

## Grabaciones
| Año  | Elenco                                                   | Director, Coro y orquesta                                                        | Discográfica                                               |
| ---- | -------------------------------------------------------- | -------------------------------------------------------------------------------- | ---------------------------------------------------------- |
| 1954 | Denise Duval, Marguerite Legouhy, Jean Giraudeau         | André Cluytens, Coro y Orquesta del Teatro Nacional de la Opéra-Comique de París | CD: Angel Records                                          |
| 1998 | Barbara Bonney, Jean-Paul Fouchécourt, Wolfgang Holzmair | Seiji Ozawa, Orquesta Saito Kinen                                                | CD: Philips Incluye a Holzmair representando Le bal masque |
| 2003 | Renate Arends, Bernard Loonen, Mattijs Van de Woerd      | Ed Spanjaard, Conjunto Nieuw y Opera Trionfo                                     | CD: Brilliant Classics                                     |